# DLNA
A DLNA  (sigla para Digital Living Network Alliance, ou em tradução livre, Aliança para Redes Domésticas Digitais), é uma organização constituída por empresas associadas, com a finalidade de estabelecer diretrizes baseadas em padrões tecnológicos já existentes, objetivando garantir a interoperabilidade entre eletrônicos conectados em uma rede doméstica, de modo que estes possam trocar arquivos de mídia entre si utilizando a rede em questão, ou seja, o usuário seria capaz de acessar e reproduzir seus arquivos de mídia de um computador, por exemplo, através de uma TV, um tablet, smartphone, entre outros, desde que esses se encontrem conectados na mesma rede.

## Histórico
O padrão DLNA foi estabelecido pela Sony em junho 2003 quando um grupo de empresas no ramo de eletrônicos concordaram em criar uma tecnologia baseada em padrões, para que todos os seus produtos fossem compatíveis em uma rede doméstica, mesmo que os produtos fossem feitos por diferentes fabricantes.
A visão da aliança é a de permitir que os usuários possam "desfrutar deste conteúdo (arquivos de mídia) usando qualquer dispositivo eletrônico, e em qualquer lugar em sua casa, e além."
A primeira (versão 1.0) surgiu em junho de 2004 e meses depois recebeu melhorias técnicas e novas categorias de equipamentos, como impressoras e smartphones, foram acrescentadas. Ao longo dos anos, a tecnologia continuou recebendo melhorias. Até setembro de 2010, cerca de 8,5 mil equipamentos entre TVs, conjuntos de áudio, receivers, reprodutores de Blu-ray, smartphones, computadores e impressoras de diferentes marcas e modelos receberam a certificação DLNA. Em 2012, o número de aparelhos homologados deve ultrapassar a casa dos 350 milhões de unidades no Mundo. Hoje, existem mais de 240 membros associados a DLNA, entre elas incluindo os principais fabricantes mundiais de aparelhos eletrônicos equipamentos móveis e computadores, bem como desenvolvedores de software, dispositivos, serviços, aplicações e provedores de conteúdo, ex: Intel, Microsoft, LG Electronics.

## Aspectos Gerais
Para disponibilizarem a DLNA os produtos necessitam de uma certificação que é realizada por órgãos como a Allion, que realiza os testes do programa de certificação com a finalidade de assegurar que determinado produto apresente as diretrizes da DLNA. Conforme a Allion os testes realizados são o Wi-Fi Alliance Teste de Certificação, Teste de Conformidade UPnP (Universal Plug and Play) e o Teste de Interoperabilidade. Os produtos certificados apresentam o logotipo DLNA Certified®.
Para que seja possível a padronização entre os diversos produtos, existe a organização DLNA que atua para manter a compatibilidade digital para as indústrias que desenvolvem os produtos com a tecnologia para o usuário final. A organização, a fim de assegurar a compatibilidade, publicou um conjunto de diretrizes de interoperabilidade que especifica os padrões de software e hardware disponíveis aos fabricantes.
De acordo com a organização a interoperabilidade é cumprida com base em três elementos fundamentais:
- Indústria de Colaboração - as indústrias estão integradas em uma rede, de maneira a oferecer suporte de produtos e serviços, incluindo fabricantes de softwares e desenvolvedores de aplicações, de maneira a propiciar um ambiente para a interoperabilidade, desenvolvimento e suporte.
- Interoperabilidade baseada em padrões - do mesmo modo que as indústrias seguem os padrões estabelecidos, estas também sob a liderança da organização cooperam na definição das diretrizes seguidas para o desenvolvimento de hardware e software. O escopo das diretrizes compreende meios físicos, transporte de rede, formatos de mídia, protocolos de streaming e de gerenciamento de mecanismos de direitos digitais. Através desta cooperação, com a evolução da tecnologia e dos padrões, as diretrizes também irão evoluir para que a interoperabilidade entre novas e velhas tecnologias seja possível.
- Produtos atraentes – São oferecidos aos usuários uma variedade de produtos que incluem a DLNA, deste modo as diretrizes de interoperabilidade da DLNA definem as muitas classes de dispositivos em categorias.

## Classes de Dispositivos[6]
As classes de dispositivos dizem respeito às funcionalidades dos dispositivos, não importando as suas características físicas ou seus fabricantes. Um mesmo produto pode se enquadrar em várias categorias, como é o caso dos smartphones modernos, que se enquadram em praticamente todas as categorias de dispositivos móveis.

### Aparelhos de rede doméstica
- DMS (Servidor de mídia digital): Armazena os arquivos de mídia tornando-os disponíveis para os players de mídia digital, processadores de mídia e impressoras compatíveis com DLNA;
- DMP (Player de mídia digital): Encontra e executa os arquivos de mídia disponíveis no DMS;
- DMR (Processador de mídia digital): Possui a capacidade de executar arquivos de mídia, porém não é capaz de encontrá-los, ou seja, precisa de um terceiro dispositivo. Pode combinar-se com um DMP para essa tarefa ou com um Controlador de Mídia digital;
- DMC (Controlador de mídia digital): Estabelece a ligação entre um DMS e um DMR, dessa forma é capaz de encontrar o conteúdo num DMS e executá-lo num DMR;
- DMPR (Impressora de mídia digital): Funciona como um DMP, porém oferece apenas serviços de impressão na rede doméstica DLNA.

### Dispositivos Móveis
- M-DMS (Servidor móvel de mídia digital): Armazena os arquivos de mídia tornando-os disponíveis para os players de mídia digital, processadores de mídia e impressoras compatíveis com DLNA;
- M-DMP (Player móvel de mídia digital): Encontra e executa os arquivos de mídia disponíveis no DMS;
- M-DMC (Controlador móvel de mídia digital): Estabelece a ligação entre um DMS e um DMR, dessa forma é capaz de encontrar o conteúdo num DMS e executá-lo num DMR;
- M-DMU (Uploader móvel de mídia digital): São dispositivos móveis capazes de fazer upload de arquivos para outro dispositivo da rede DLNA;
- M-DMD (Downloader móvel de mídia digital): Dispositivos móveis capazes de baixar arquivos a partir da rede DLNA.

Esses dispositivos recebem a certificação DLNA após verificado o cumprimento das especificações estabelecidas e a interoperabilidade com outros dispositivos.
Exemplos de aparelhos e suas classes de enquadramento
| Dispositivos                       | Classes de enquadramento          |
| ---------------------------------- | --------------------------------- |
| Notebooks                          | DMS, DMP, DMC, DMR                |
| Televisores                        | DMP, DMR                          |
| Gravadores de vídeo digital (DVRs) | DMP, DMS                          |
| Smartphones                        | M-DMS, M-DMP, M-DMC, M-DMU, M-DMD |
| Adaptadores de Mídia               | DMP, DMR                          |
| Servidor de Armazenamento (NAS)    | DMS                               |
| Sistemas de Som                    | DMP, DMR                          |
| Impressoras                        | DMPR                              |

## Detalhes técnicos[8]
Os padrões utilizados pela DLNA e que devem ser obedecidos por todos os dispositivos operantes dessa tecnologia tratam sobre:
Conectividade: As redes domésticas DLNA têm como base o protocolo IPv4, e isso facilita a compatibilidade com outros dispositivos, tendo em vista que já é uma tecnologia existente há muito tempo e por isso, muitos produtos já são adequados a ela. Basta, dessa forma, que exista uma rede Wi-fi nos padrões 802.11 (a, b, g e n) ou Ethernet 10/100 Mbps para poder usufruir da tecnologia DLNA. A partir de 2011 passou a ser suportada também a conexão Bluetooth;
Proteção de conteúdo comercial: Para que o conteúdo com direitos reservados não seja exposto a terceiros, evitando a pirataria ou o uso ilegal, é utilizado o DTCP-IP, que exige credenciamento para acessar determinados conteúdos;
Formatos suportados: Para garantir a interoperabilidade dos dispositivos, todos devem suportar os determinados formatos – MPEG2, MPEG4, AVC/H.264, LPCM, MP3, AAC LC, JPEG, XHTML-Print – os dispositivos podem suportar formatos adicionais, porém, o dispositivo de origem deve ser capaz de transcodificar para o formato obrigatório, caso o dispositivo de destino não suporte o formato opcional do arquivo a ser reproduzido;
Controle e Descoberta: A Descoberta de dispositivos, sua configuração, sua capacidade e a colaboração entre os dispositivos, é feita através de UPnP;
Transporte de Mídia: o transporte é feito com base no protocolo transferência HTTP aliado a QoS;
Gerenciamento de conteúdo: O gerenciamento de arquivos de mídia da rede é feito através de UPnP AV, que permite o suporte para qualquer dispositivo e protocolo de transferência, definido os seguintes serviços para Servidores e Processadores de mídia:
- Serviço de Diretório de Conteúdo: lista o conteúdo disponível na rede doméstica;
- Serviço de Gerenciamento de Conexão: Determina como o conteúdo pode ser transferido de um Servidor para um Processador de mídia;
- Serviço de Transporte de mídia: Controla o fluxo (pausar, parar, seguir);
- Serviço de Controle: controla o modo de reprodução, volume, brilho, etc;
- Serviço de Gravação Programada: Gerencia a criação de eventos de gravação, interagindo com o Serviço de Diretório de Conteúdo.